# Судовий юань

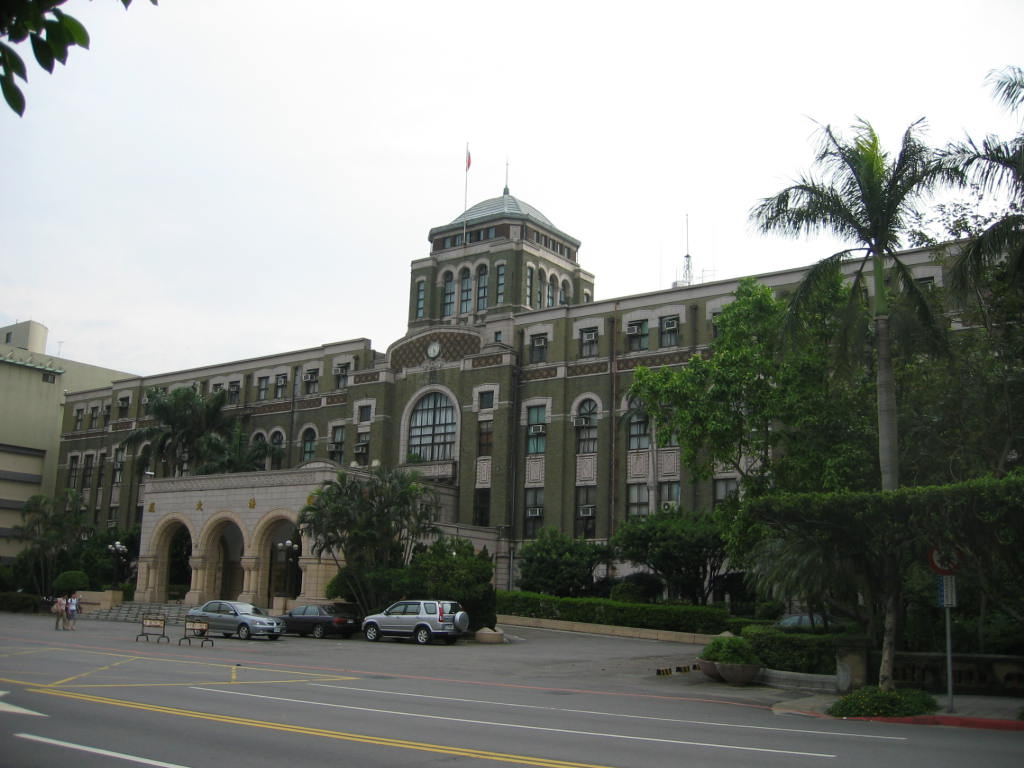
Судовий юань

Судовий юань (кит.: 司法院) є вищим судом в Республіці Китай (Тайвані).
Він складається з п'ятнадцяти суддів. Президента і віцепрезидента призначає президент Республіки Китай.
Судовий юань контролювє суди: Верховний суд, вищі суди, окружні суди, Адміністративний суд і Комісію державних службовців.
Основні компетенції:
- інтерпретувати Конституцію і закони;
- цивільні і кримінальні справи;
- адміністративні справи;
- справи, які стосуються державних службовців;
- рішення місцевих органів.